# Mesoleius torpescor
Mesoleius torpescor là một loài tò vò trong họ Ichneumonidae.